# Agelasta szetschuanica
Agelasta szetschuanica es una especie de escarabajo longicornio del género Agelasta, categorizada en la tribu Mesosini, de la subfamilia Lamiinae. Fue descrita por Breuning en 1967.

## Descripción
Mide 13,5-16 mm de longitud.

## Distribución
Se distribuye por Asia: China.